# Samuel H. Kress

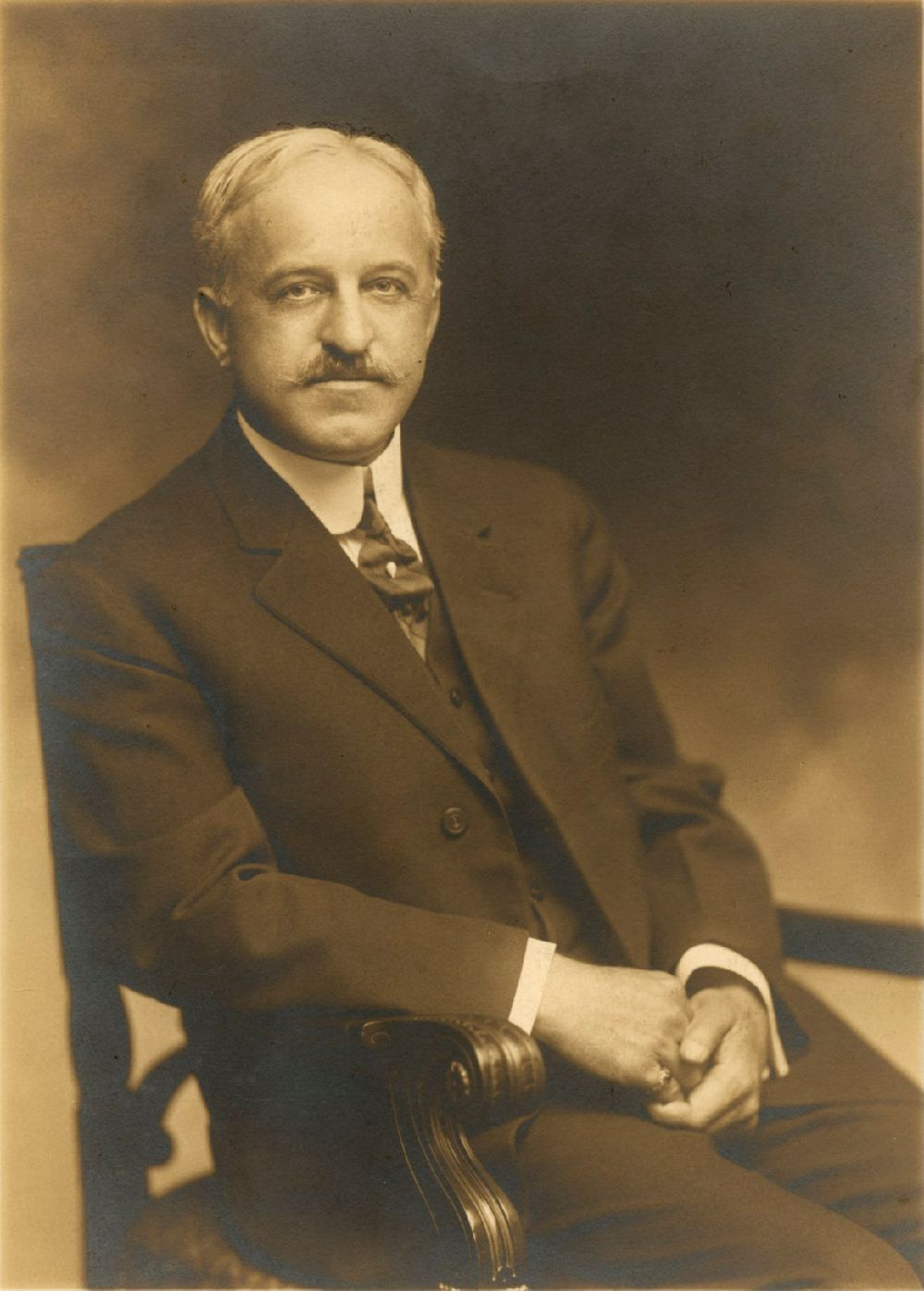
Samuel H. Kress um 1910

Samuel Henry Kress (* 23. Juli 1863 in Cherryville (Pennsylvania); † 22. September 1955 in New York) war ein amerikanischer Geschäftsmann, Kunstsammler und Mäzen.

## Leben
Kress kam aus der kinderreichen Familie eines Einzelhändlers in einem Dorf in Pennsylvania. Als Jugendlicher arbeitete er zunächst in Steinbrüchen, mit 17 Jahren begann er als Lehrer zu arbeiten. 1887 eröffnete er einen Laden in Nanticoke (Pennsylvania). Das Geschäft florierte und so begründete er die Ladenkette S. H. Kress & Co., überwiegend in kleineren Städten der USA, die unter dem Namen Kress Five and Dime stores bekannt wurde. In den 1920er Jahren war Kress so wohlhabend, dass er in einem Penthouse an der Fifth Avenue 1020 in New York wohnte, gegenüber dem Metropolitan Museum of Art, das er regelmäßig besuchte und dessen Förderer er wurde.
Als Kunstsammler erwarb er eine Sammlung von Gemälden und Skulpturen, überwiegend der italienischen Renaissance und des Barock, meist bei den Kunsthändlern Alessandro Contini-Bonacossi und Joseph Duveen. Der unverheiratete und kinderlose Kress begründete 1929 die Samuel H. Kress Foundation zur Förderung der Erforschung und Ausstellung europäischer Kunst in den USA und schenkte über diese von 1929 bis 1961 mehrere hundert Gemälde an über 40, meist kleinere Museen in den USA. Mit Paul Mellon war er auch 1941 einer der größten Stifter der National Gallery of Art in Washington, D.C. Unter seinen Schenkungen befand sich auch das Porträt des Giuliano de’ Medici von Sandro Botticelli.